# In a Woman's Power
In a Woman's Power è un cortometraggio muto del 1913 diretto da Herbert Brenon, che ne firma anche il soggetto.
Nel 1915, il regista ne farà un remake dal titolo The Soul of Broadway, interpretato ancora da William E. Shay.

## Trama
George è un giovane scioperato e Cora, dopo che lui ha scialacquato i suoi ultimi dollari, lo manda via. Lui, offeso per essere stato respinto così rudemente, ha un alterco con la donna che, spaventata, impugna una pistola. Ma lui, cercando di disarmarla, finisce accidentalmente per ferirla. Terrorizzato, George sta quasi per suicidarsi quando interviene la polizia. Cora, allora, lo accusa di aver tentato di ucciderla. Condannato a una pena di dieci anni, George ne sconta solo cinque. Rilasciato sulla parola, si sposa con Marcelle, di cui si è innamorato e alla quale non ha detto niente dei suoi trascorsi. Intanto Cora, che è rimasta sfregiata, ha aperto una sala da gioco. Una sera, George - che si trova nel locale - la riconosce. Lei gli dichiara di amarlo ancora, ma questa volta è lui a respingerla. Lei, allora, lo segue fino a casa, dove lo minaccia. Marcelle, che ha sentito una conversazione tra i due dove le viene rivelato che il marito è un ex carcerato che non ha rispettato i termini di legge per la libertà condizionale, sente disprezzo per la donna e appoggia il marito. Cora, respinta e incattivita, decide di denunciare il suo ex amante alle autorità. George e Marcelle, ormai consapevoli che il giovane non potrà più scampare alla legge, tornano a casa dove i due aspettare rassegnati l'arrivo della polizia. I poliziotti, però, si recano prima da Cora: la donna, piena di livore e di spirito di vendetta, è impazzita. Gli agenti, constatando che la denuncia si deve a una pazza, decidono di non procedere e così lasciano in pace George. Lui e Marcelle, poi, assistono al capezzale Cora, durante le sue ultime ore sul letto di morte.

## Produzione
Il film fu prodotto dall'Independent Moving Pictures Co. of America (IMP).

## Distribuzione
Il film - un cortometraggio in due bobine - uscì nelle sale cinematografiche statunitensi il 13 febbraio 1913, distribuito dalla Universal Film Manufacturing Company.